# Justicia riopalenquensis
Justicia riopalenquensis é uma espécie de planta da família Acanthaceae. É endémica do Equador. Os seus habitats naturais são planícies de florestas subtropicais ou tropicais húmidas e florestas montanas subtropicais ou tropicais húmidas. Ela é ameaçada por perda de habitat.